# Pouzauges
Pouzauges – miejscowość i gmina we Francji, w regionie Kraj Loary, w departamencie Wandea.
Według danych na rok 1990 gminę zamieszkiwały 5 473 osoby, a gęstość zaludnienia wynosiła 149 osób/km² (wśród 1504 gmin Kraju Loary Pouzauges plasuje się na 73. miejscu pod względem liczby ludności, natomiast pod względem powierzchni na miejscu 168.).